# Ali Chaouch
Ali Chaouch (arabe : علي الشاوش), né le 26 juin 1948 à Bou Arada et mort le 17 août 2020, est un homme politique tunisien.

## Biographie

### Début de carrière
Licencié en sciences économiques de l'université de Tunis en 1970, il est nommé attaché de direction (1970) puis chef de division (1972) à la Société nationale immobilière de Tunisie. Devenu directeur général adjoint de la Société d'économie mixte d'aménagement de Tunis en 1981, il est nommé président-directeur général de l'Agence de réhabilitation et de rénovation urbaine en 1982.
Après l'accession au pouvoir du président Zine el-Abidine Ben Ali, il est nommé gouverneur de Médenine, le 21 novembre 1987, puis président-directeur général de l'Agence foncière de l'habitat (AFH).

### Gouvernement
Il entre pour la première fois au gouvernement comme secrétaire d'État auprès du ministre de la Santé publique le 31 juillet 1992. Il devient par la suite ministre de l'Équipement et de l'Habitat le 14 juin 1993 avant de diriger le ministère de l'Intérieur dès le 9 octobre 1997. Il quitte le gouvernement le 26 novembre 1999 lorsque le président le désigne pour diriger le Conseil économique et social mais y revient le 17 août 2005 en tant que ministre des Affaires sociales, de la Solidarité et des Tunisiens à l'étranger ; il est alors assisté d’une secrétaire d’État à la Promotion sociale, Najeh Belkhiria Karoui. Il quitte le gouvernement à l'occasion du remaniement du 14 janvier 2010 avant de se voir nommé en février comme ambassadeur de Tunisie en Autriche et représentant auprès de l'Agence internationale de l'énergie atomique.

### Direction du RCD
Devenu secrétaire permanent du Rassemblement constitutionnel démocratique (RCD) chargé des structures et de la mobilisation le 19 novembre 1991, Chaouch est élu membre du comité central du RCD en juillet 1993 puis député lors des élections du 20 mars 1994. Il devient par la suite membre du bureau politique du 28 novembre 1997 au 18 novembre 1999 puis du 5 décembre 2000 au 8 septembre 2005 où il exerce la fonction de secrétaire général du parti.

## Poursuites judiciaires
Une plainte est déposée contre lui le 6 mai 2011 pour abus de pouvoir et détournements de biens publics.

## Vie privée
Il est marié et père de trois enfants.
Ali Chaouch meurt le 17 août 2020 à l’âge de 72 ans,.